# مورين كلارك
مورين كلارك (بالإنجليزية: Maureen Brunt)‏ هي لاعبة كرلنغ أمريكية، ولدت في 20 ديسمبر 1982 في بورتاغ في الولايات المتحدة.

## وصلات خارجية
- مورين كلارك على موقع الاتحاد الدولي للكرلنغ (الإنجليزية)
- مورين كلارك على موقع اللجنة الأولمبية الدولية (الإنجليزية)
- مورين كلارك على موقع أوليمبيديا (الإنجليزية)
- مورين كلارك على موقع اللجنة الأولمبية والبارالمبية الأمريكية (الإنجليزية)